# Лишнівка
Лишні́вка — село в Україні, у Прилісненській сільській громаді Камінь-Каширського району Волинської області. Населення становить 411 осіб.Мер Села Шпанчук Владислав Сергійович 

## Географія
Лишнівка розташована за 25 км від районного центру і залізничної станції Маневичі.
Поблизу села зростають великі ліси. На західній околиці — озеро Веприк, на північній — озеро Гривинське, на південно-східній — озеро Біле. На Півдні Лишнівки бере початок притока Стоходу — річка Гривка. Навколо Лишнівки знаходиться низка об'єктів природно-заповідного фонду, зокрема Черемський природний заповідник, зоологічний заказник Карасинський і ботанічний заказник Карасинський ялинний, заказник Вовча Будка, заказник Городоцький, заказник Градиський. За переписом населення 2001, проживали 567 осіб; станом на 2016—541 особа, переважно українці. За 3 км від села — автошлях Луцьк–Дольськ, який сполучений з білоруською автотрасою. Раніше тут проходив тракт від Рівного до Пінська (Білорусь).
Відділок радгоспу має 1285 га сільськогосподарських угідь, у тому числі 216 га орної землі. Вирощуються зернові й технічні культури. Розвинуте тваринництво.

## Історія
У письмових джерелах Лишнівка як містечко згадується 1629 року, коли у Речі Посполитій складався подимний реєстр всіх податкоплатників держави, своєрідний перепис населення. Власниками містечка виступали володимирський староста Габріель Стемповський та шляхтич Ян Непокойчиський. Населення нараховувалося 450 чоловік.
Але на території Лишнівки знайдено матеріали від поселень і раніших часів, зокрема, епохи бронзи (ІІІ-ІІ тисячоліття до н. е.), досліджені Григорієм Охріменко. Знайдені тут матеріали войовничих племен культури кулястих амфор, зброя яких виготовлена з кременю, що походить з басейну Вісли. На території села також виявлено уламки пізньотрипільського неорнаментованого посуду сірого кольору.
Проте найбільше привертає увагу науковців знахідка глиняної таблички у Лишнівці, у якій одні дослідники здатні вбачати свідчення наявності писемності у представників трипільської цивілізації, а інші — писемні пам'ятки Шумеру IV-го — початку ІІІ-го тисячоліть до н. е. Юрій Шилов пропонує прочитання текстів, як «надіслати (на допомогу)…5 запряжок волів з ралами (дата)». Хоча, у дійсності, знаки на табличці нагадують первісні клинописні символи у Шумері IV тисячоліття до н. е. Де і коли була виготовлена табличка, і як вона потрапила у Лишнівку — залишається поки що відкритим питанням. Можна лише припустити, що протягом тисячоліть вона відігравала роль священної реліквії, яка передавалася із покоління в покоління.
З XVII до 1840 року Лишнівка згадується у джерелах як містечко, що входило до складу Луцького повіту, і називалося Лишня. До 1810 р. містечко належало волинським магнатам Радзивіллам. Під час французько-російського протистояння початку ХІХ ст. останній представник цієї відомої родини, князь Радзивілл, перейшов на бік Наполеона І, за що був позбавлений Олександром І права на свої володіння у Російській імперії.
Частину маєтків Д.Радзівілла з резиденцією у Олиці отримав Антонін Радзивілл — побічний родич опального князя, придворний музикант Пруського двору. Але Лишнівка була продана князем Домініком ще раніше, у 1810 році, польським шляхтичам Закашевським. Останні намагалися перевести міщан на права звичайних селян.

## Люди
- Зелінко Олександр Андрійович (1999—2023) — солдат Збройних Сил України, учасник російсько-української війни, що загинув у ході російського вторгнення в Україну 2 лютого 2023 року під час виконання бойового завдання.

## Населення
Згідно з переписом УРСР 1989 року чисельність наявного населення села становила 411 особи, з яких 199 чоловіків та )211 жінки.
За переписом населення України 2001 року в селі мешкали 564 особи.

### Мова
Розподіл населення за рідною мовою за даними перепису 2001 року:
| Мова       | Відсоток |
| ---------- | -------- |
| українська | 99,29 %  |
| російська  | 0,71 %   |

## Історичні та архітектурні пам'ятки

### Церква Успіння Пресвятої Богородиці
Збережену дерев'яну церкву в Лишнівці датують розмито — XVII—XVIII ст. Можна припустити, що дерев'яні церкви в Лишнівці і недалекому Карасині будували приблизно в один і той же час. Відомо, що на початку XVIII ст. це село, як і сусідній Карасин спалили шведи. Не вдалося знайти інформації чи була тоді знищена лишнівська церква. Тепер вона пам'ятка архітектури місцевого значення. Сьогодні в користуванні громади УПЦ МП.
Церкву можна побачити на просторій ділянці в західній частині села, при дорозі. Видовжена в плані тризрубна святиня з дещо непропорційним завершенням над навою (подібно як в карасинській церкві). Бабинець суттєво розбудований уздовж осі церкви, до нього з заходу прилягає невеликий присінок. До вівтаря з півночі, ймовірно, прибудована ризниця.
Завершення церкви колись мало б виглядати по іншому. Таке враження, що величезну маківку з ліхтарем, які опираються на наметовий верх невеликого восьмерика, збудували десь в ХХ ст. Вікна тепер пластикові. Також видно, що горизонтальне шалювання стін не доходить до самого низу, а підвалини прикриває вузький дашок. Дзвіниця окремо стояча з XVIII ст. збереглася з півдня від церкви.

### Вітряний млин
Доволі цікавим є дерев'яний вітряк у самому селі. Механізм з жорнами повністю збережений. Вітряк був побудований відразу ж по закінченню Другої світової війни. Дуб, що використали для будівництва, був завезений з Ковеля і в діаметрі становив близько одного метра. Очолювали будівельні роботи Матвійчук Бенедикт та Сахнік Петро — в майбутньому працівники млина. Вітряк простої конструкції.

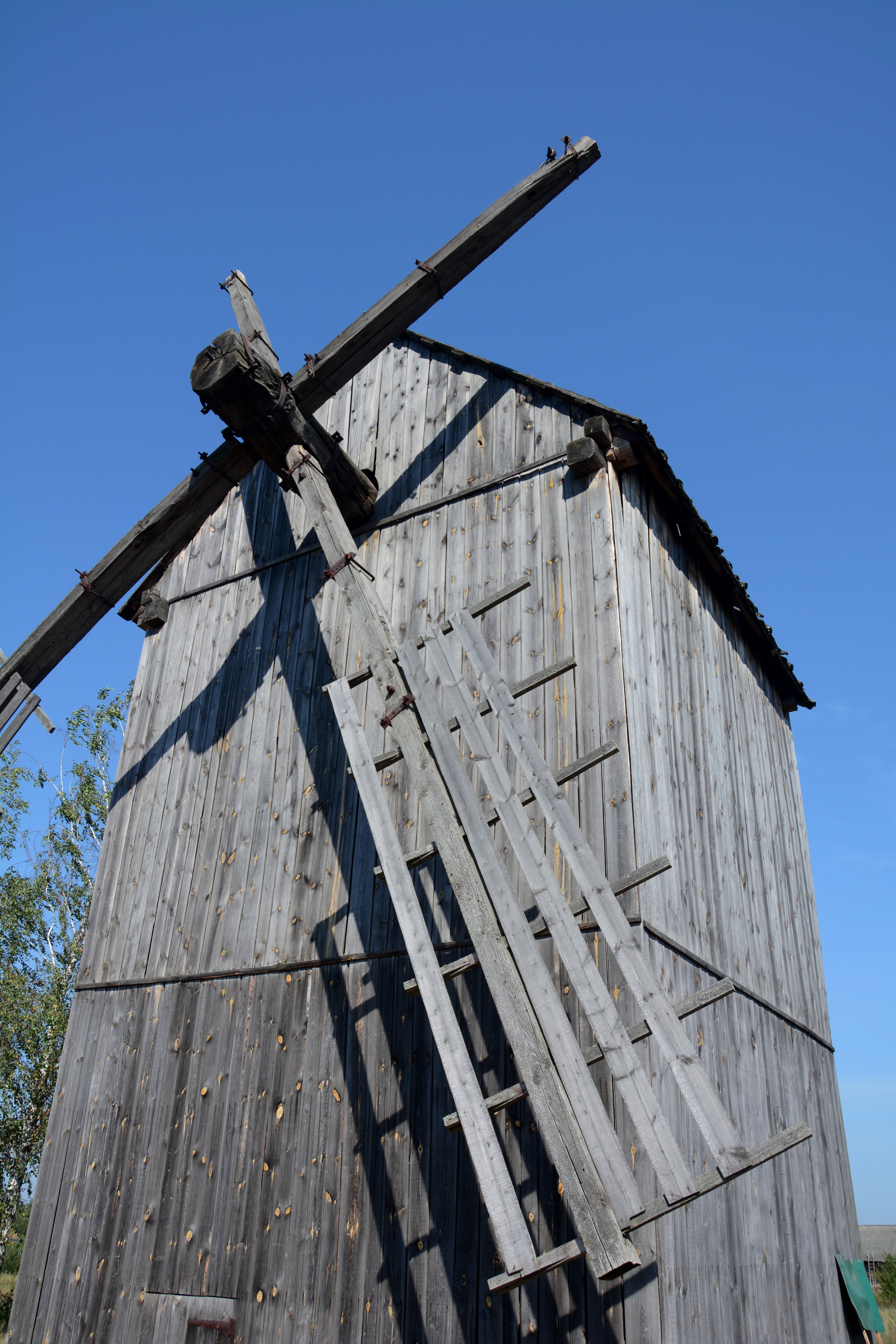
Вітряний млин у Лишнівці

У 2005 році, за ініціативи місцевого голови, вітряк перенесений з північно-західної частини в центр села і частково відреставрований. Можливо, він знову буде діяти.

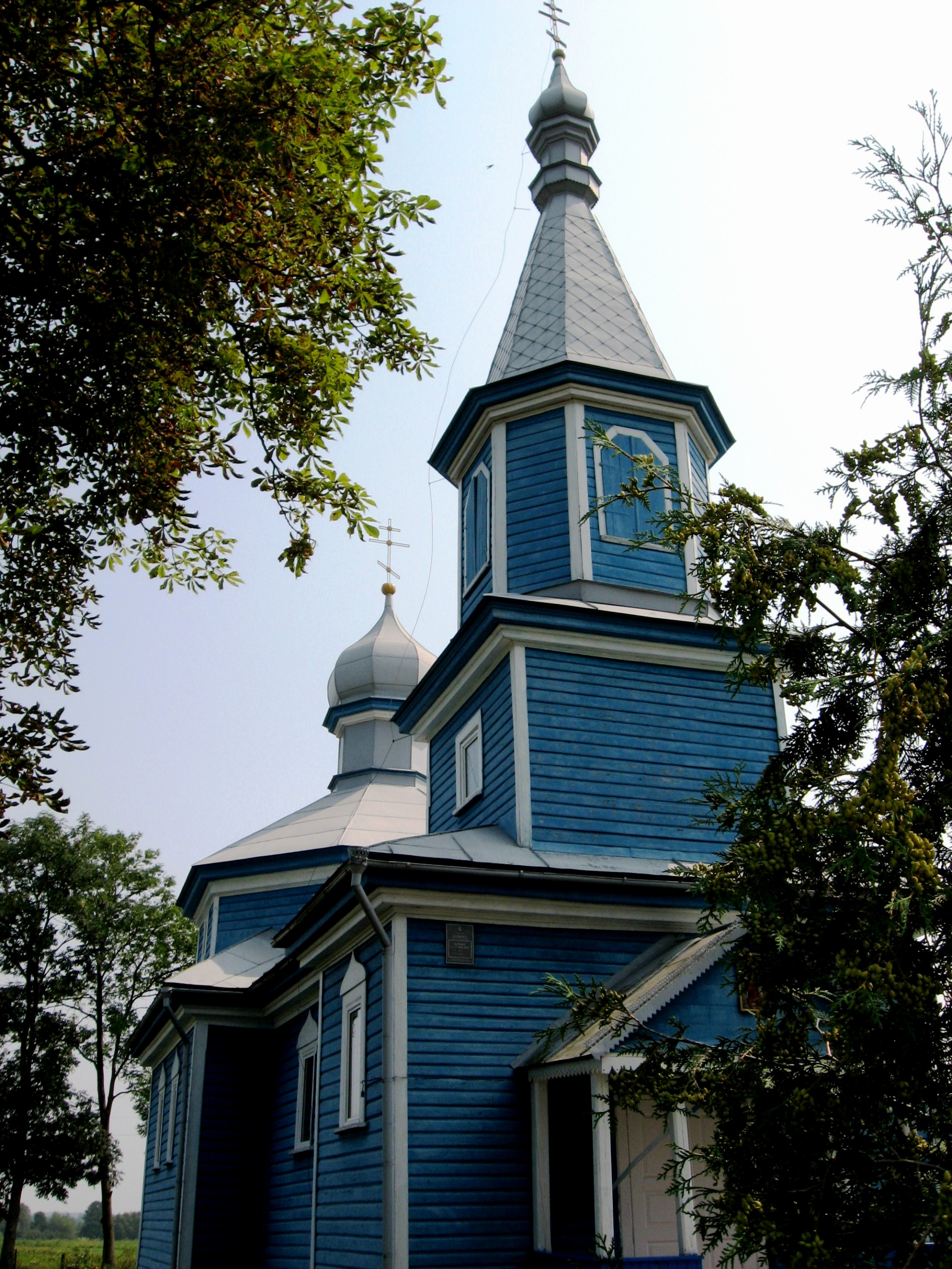
Церква Успіння Пресвятої Богородиці